# Unternehmerfamilie
Als Unternehmerfamilien werden Familien bezeichnet, die ein oder mehrere Unternehmen in mehreren Familiengenerationen führen. Manche Familienverbände erreichen 500 Angehörige und mehr, zum Beispiel die Familien Brenninkmeijer und Haniel.
Entscheidend für die Einordnung als Unternehmerfamilie ist die Weitergabe des Eigentums innerhalb des Familienverbandes. Hierdurch entsteht eine generationenübergreifende Aufgabe. Zur Bewältigung von Nachfolge- und Eigentümerfragestellungen finden familienstrategische Professionalisierungsprozesse statt (Family Governance). Ein wichtiger Inhalt ist hierbei die Gesellschafterkompetenzentwicklung.

Unternehmerfamilien mit mehr als 50 Mitgliedern werden als dynastische Familien bezeichnet.

## Unternehmerfamilien (Auswahl)

### Belgien
- Piedbœuf, Dampfkessel und Brauereiwesen

### Deutschland
- Alsberg, Kaufhäuser
- Amya, Kupfermeisterfamilie
- Bagel, Verlagswesen und Druck
- Bohlen und Halbach, Eisen und Stahl
- Bosch (Familie), Gebrauchsgüter, Industrie- und Gebäudetechnik
- Boßler, Passagierschifffahrt, Gütertransport auf Binnengewässern und Logistik
- Brenninkmeijer, Textilien
- Dachser, Logistik
- Droege, Unternehmensberatung und -beteiligung
- Finck, Banken, Immobilien und mehr
- Funke, Medien, s. a. Grotkamp
- Götz, Gütertransport auf Binnengewässern und Containerlogistik
- Guilleaume, Seil-, Draht- und Kabelfertigung
- Haniel, Handel
- Harkort, Fabrikation
- Henkel, Konsumgüter und Chemie
- Herder, Verlage
- Heusch/Hoesch, Nadelfabrikanten, Metallverarbeitung, Großindustrie
- Holtzbrinck, Verlage, Medien
- Howaldt, Schiffsbau und Stromerzeugung
- Jacobs, Lebensmittel und Zeitarbeit
- Klett, Verlage
- Krupp, Stahl
- Merck, Chemie und Pharmazie
- Oetker, Lebensmittel
- Opel, Automobilbau
- Oppenheim, Bankwesen
- Otto, Versandhandel
- Pastor, Tuch- und Nadelfabrikanten, Metallverarbeitung
- Peltzer, Kupfermeisterfamilie, Tuchfabrikanten
- Piedbœuf, Metallverarbeitung
- Poensgen, Metallverarbeitung, Großindustrie
- Prym, Kupfermeisterfamilie
- Quandt, Automobilbau
- Ravené, Eisenwarenhandel
- Reemtsma, Tabakwaren
- Reimann, Reinigungsmittel, Kaffee und Tee, verschiedene Branchen
- Rethmann, Wertstoffe, Entsorgung, Logistik
- Scheibler, Tuchfabrikanten
- Schleicher, Kupfermeisterfamilie
- Schoeller, Tuch-, Papier- und Zuckerfabrikanten, Metallverarbeitung, Großindustrie
- Siemens, Industrie
- Thyssen, Stahl
- von Trier, Glockergießerfamilie
- Waibel, Binnenschifffahrt und Hafenbeteiligungen, Baustoffhandel, Recycling und Containerlogistik
- Werhahn, Mischkonzern
- Weitbrecht, Verlegerfamilie
- Wirtz, Pharmazie

### Österreich
- Mayr-Melnhof
- Reininghaus
- Schoeller, Zuckerindustrie, Metallverarbeitung, Bankwesen
- Seidl, Textilien

### Schweden
- Wallenberg

### Schweiz
- Bühler
- Schoeller, Tuch- und Kammgarnfabrikanten
- Schmidheiny

### Vereinigte Staaten
- Astor
- Kennedy
- Rockefeller
- Rothschild, Bankenwesen